# Раттен (Штирия)
Раттен (нем. Ratten (Steiermark)) — коммуна (нем. Gemeinde) в Австрии, в федеральной земле Штирия. 
Входит в состав округа Вайц.  Население составляет 1217 человек (на 31 декабря 2005 года). Занимает площадь 28,72 км². Официальный код  —  61741.

## Политическая ситуация
Бургомистр коммуны — Херберт Грилль (АНП) по результатам выборов 2005 года.
Совет представителей коммуны (нем. Gemeinderat) состоит из 15 мест.
- АНП занимает 7 мест.
- СДПА занимает 7 мест.
- АПС занимает 1 место.